# Ogimachi
Ogimachi, född 1517, död 1593, var regerande kejsare av Japan mellan 1557 och 1586.